# Carl Maglekilde-Petersen
Carl Maglekilde-Petersen (25. marts 1843 i Ruds Vedby, død 29. januar 1908 på Frederiksbjerg) var en dansk forfatter, maskinarbejder og fabriksejer.